# Unión para la Renovación Centroafricana
La Unión para la Renovación Centroafricana (en francés: Union pour le renouveau centrafricain, URCA) es un partido político de la República Centroafricana dirigido por Anicet-Georges Dologuélé.
La URCA se estableció el 25 de octubre de 2013. Dologuélé fue elegido candidato del partido para las elecciones presidenciales de 2015-16; aunque terminó como el principal candidato en la primera vuelta, fue derrotado por Faustin-Archange Touadéra en la segunda vuelta. En las elecciones parlamentarias emergió como el mayor partido en la Asamblea Nacional, ganando 13 de los 131 escaños.